# Bertholet Flemalle
Bertholet Flemalle talvolta citato anche come Flemal o Flamael (Liegi, 23 maggio 1614 – Liegi, 10 luglio 1675) è stato un pittore belga barocco del Principato vescovile di Liegi.

## Biografia

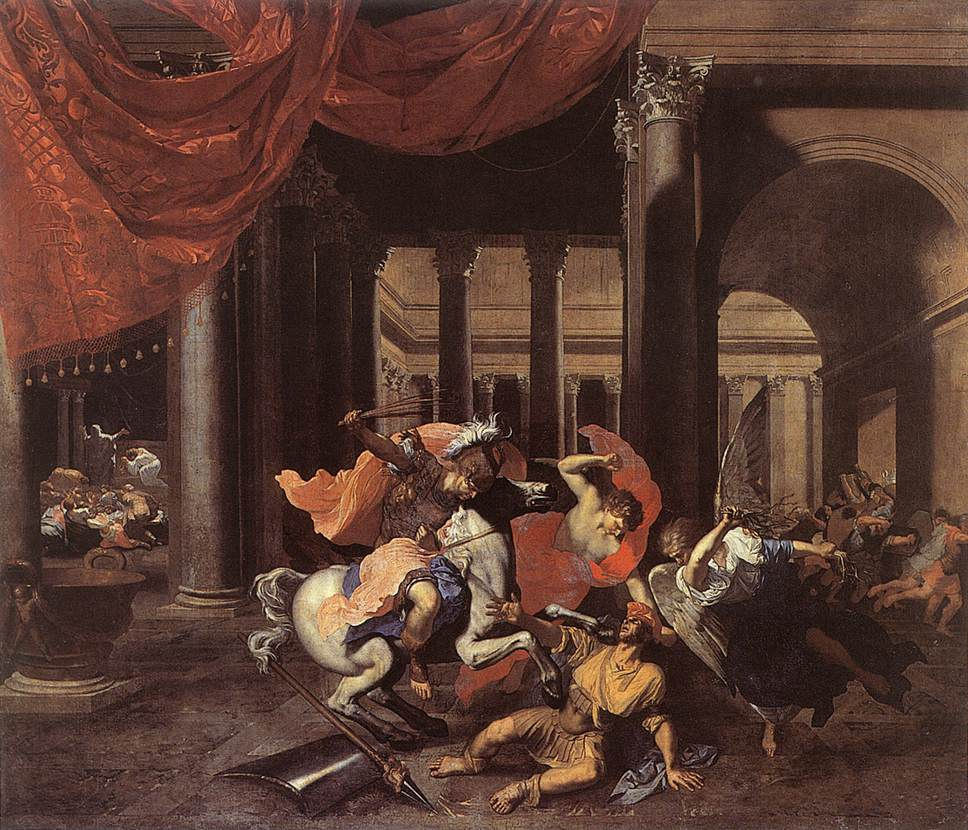
Eliodoro, cacciato dal tempio, 1658-62.

Figlio di un pittore di vetro, venne istruito nella sua arte da Henri Trippet e Gerard Douffet. Visitò Roma, nel 1638, e fu invitato dal duca di Toscana a Firenze e impiegato nella decorazione di una delle sue gallerie. Da lì si trasferì a Parigi, dove eseguì alcuni elaborati lavori decorativi a Versailles e dipinse per la sagrestia della chiesa degli Agostiniani il dipinto Adorazione dei Magi. Tornò a Liegi nel 1647 e realizzò molti dipinti per le chiese della sua città natale. Nel 1670 fu invitato a tornare a Parigi e dipinse il soffitto della sala delle udienze nel Palazzo delle Tuileries e Luigi XIV lo nominò professore dell'Académie royale de peinture et de sculpture di Parigi. Verso la fine della sua vita tornò a Liegi dove fu eletto canonico laico della chiesa di San Paolo, e dipinse diverse opere per il Principe vescovo della città. La sua Glorificazione della Santa Croce si trova nella Collegiata di San Bartolomeo. Pochi anni prima della sua morte, secondo quanto riferito, cadde in uno stato di profonda malinconia e dovette essere posto sotto la cura di un medico, nella cui casa morì. È stato sostenuto che la sua colorazione è pallida e debole e le sue figure in qualche modo artificiali. Si ritiene che abbia dipinto un ritratto di Colbert e che alcuni scrittori abbiano dichiarato che era stato, per qualche tempo, allievo di Jordaens, ma questo non è mai stato verificato. Gérard de Lairesse fu uno dei suoi allievi.